# Honza (hroch)
Honza (* 20. července 1967, ZOO Kolín nad Rýnem, Západní Německo – 19. prosince 2018, ZOO Ostrava, Česko) byl samec hrocha obojživelného, který se narodil v zoologické zahradě v Kolíně nad Rýnem. Od roku 1968 žil 50 let v ZOO Ostrava, což je vůbec nejdelší čas jaké zde nějaké zvíře strávilo. V roce 1972 se stal jako první hroch v Česku otcem a jeho dcera samička Dita byla prvním úspěšně odchovaným hrochem v Československu.
Zplodil celkem 32 potomků , z nichž se 19 podařilo odchovat. V roce 2013 se stal nejstarším hroším otcem na světě. Nejvíce mláďat měl se samicí Katkou, kterou však ZOO v roce 2016 utratila z důvodu agresivity vůči mladší samici.
Na konci roku 2018 musel být z důvodu prudkého zhoršení zdravotního stavu utracen. Dožitým věkem 51 let se stal v Evropě třetím nejstarším hroším samcem a zůstal druhým nejstarším hroším otcem.